# Kasteel van Ancenis
Het Kasteel van Ancenis (Frans: Château d'Ancenis) is een kasteel in Ancenis in de Franse gemeente Ancenis-Saint-Géréon. Het kasteel is een beschermd historisch monument sinds 1977.

## Geschiedenis
Een eerste primitief kasteel op deze plaats werd al vermeld omstreeks 983. Het was een houten mottekasteel gebouwd op een rots op de rechteroever van de Loire. Ancenis lag in het oosten van Bretagne bij de grens met Anjou. Deze strategische ligging aan de grens van Bretagne had tot gevolg dat het kasteel verschillende keren werd belegerd, ingenomen en beschadigd.
Het kasteel was de zetel van een grote baronie. Het kende verschillende bouwfasen en bereikte in de vijftiende eeuw een omvang van 1,8 hectare. Het telde verschillende ronde torens, twee binnenplaatsen en een monumentale poort die uitgaf op het dorp Ancenis. Het kasteel was omringd door een gracht die gevoed werd met water uit de Loire. 
Tegen het einde van de vijftiende eeuw had het kasteel zijn militaire functie verloren. Vanaf 1488 werd de middeleeuwse burcht in verschillende fasen ontmanteld en ernaast werd rond 1529 een moderner kasteel met woonfunctie gebouwd. In 1626 werd het noordelijk deel van de burcht met daarbij twee grote torens afgebroken. De grachten werden in de loop van de achttiende en de negentiende eeuw gedempt, onder andere om de aanleg van kaaien aan de Loire mogelijk te maken. 
In 1850 kwam er een school met pensionaat van ursulinen in het kasteel en bij de erop volgende verbouwingen gingen verschillende oorspronkelijke elementen verloren. Er werd een kapel naast gebouwd en in de jaren 1960 ook nieuwe klaslokalen.

## Beschrijving
Van de middeleeuwse burcht rest een versterkte poort geflankeerd door twee ronde torens met mezekouwen. De poort is voorzien van een valbrug en geeft uit op een ogivale, gebogen gang. Dit geheel werd gebouwd tussen het einde van de veertiende en het begin van de zestiende eeuw.
Het woonkasteel van omstreeks 1529 is gebouwd in een stijl tussen gotiek en renaissance. De gevel aan de binnenzijde is in renaissancestijl.

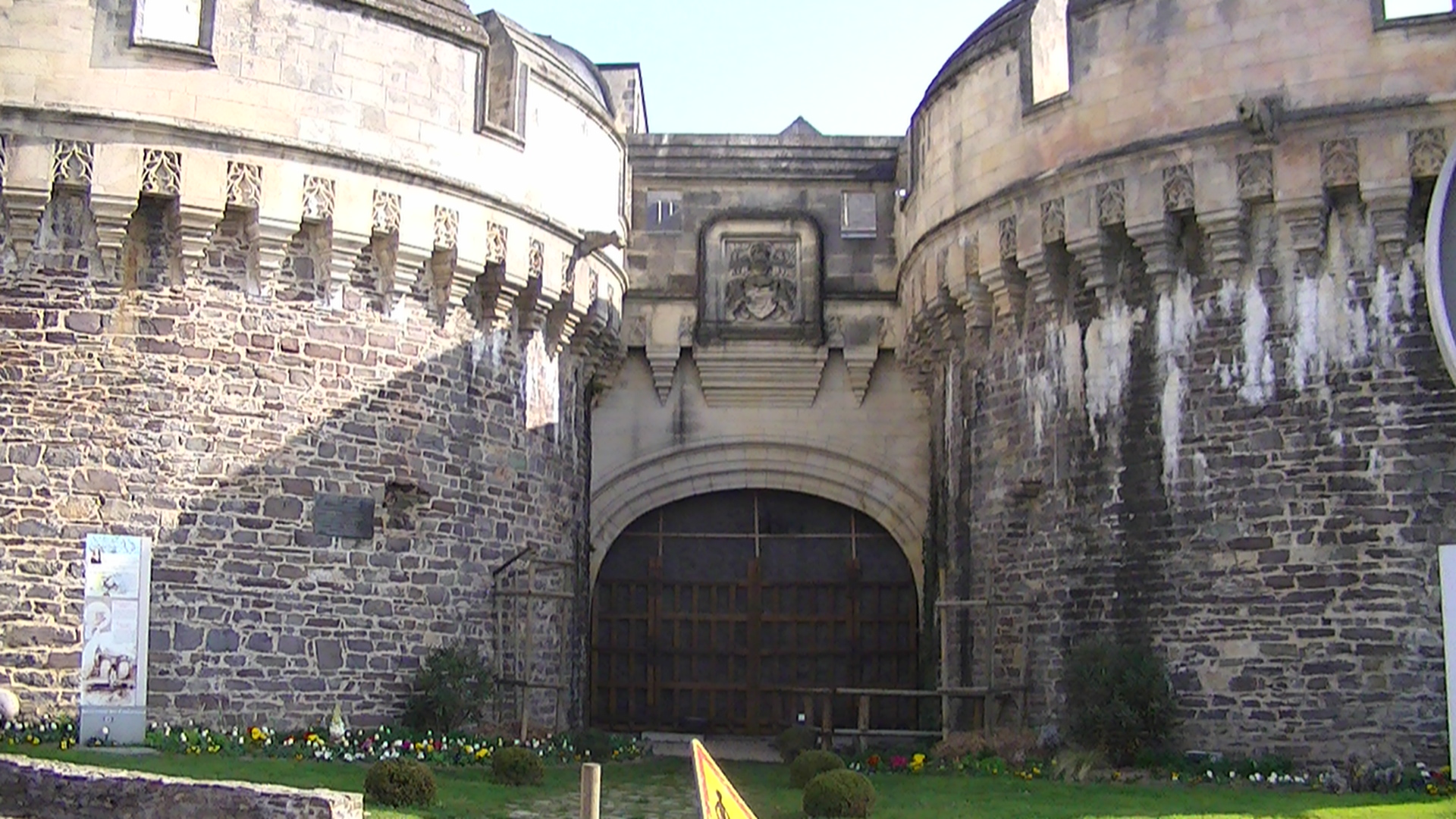
Poort
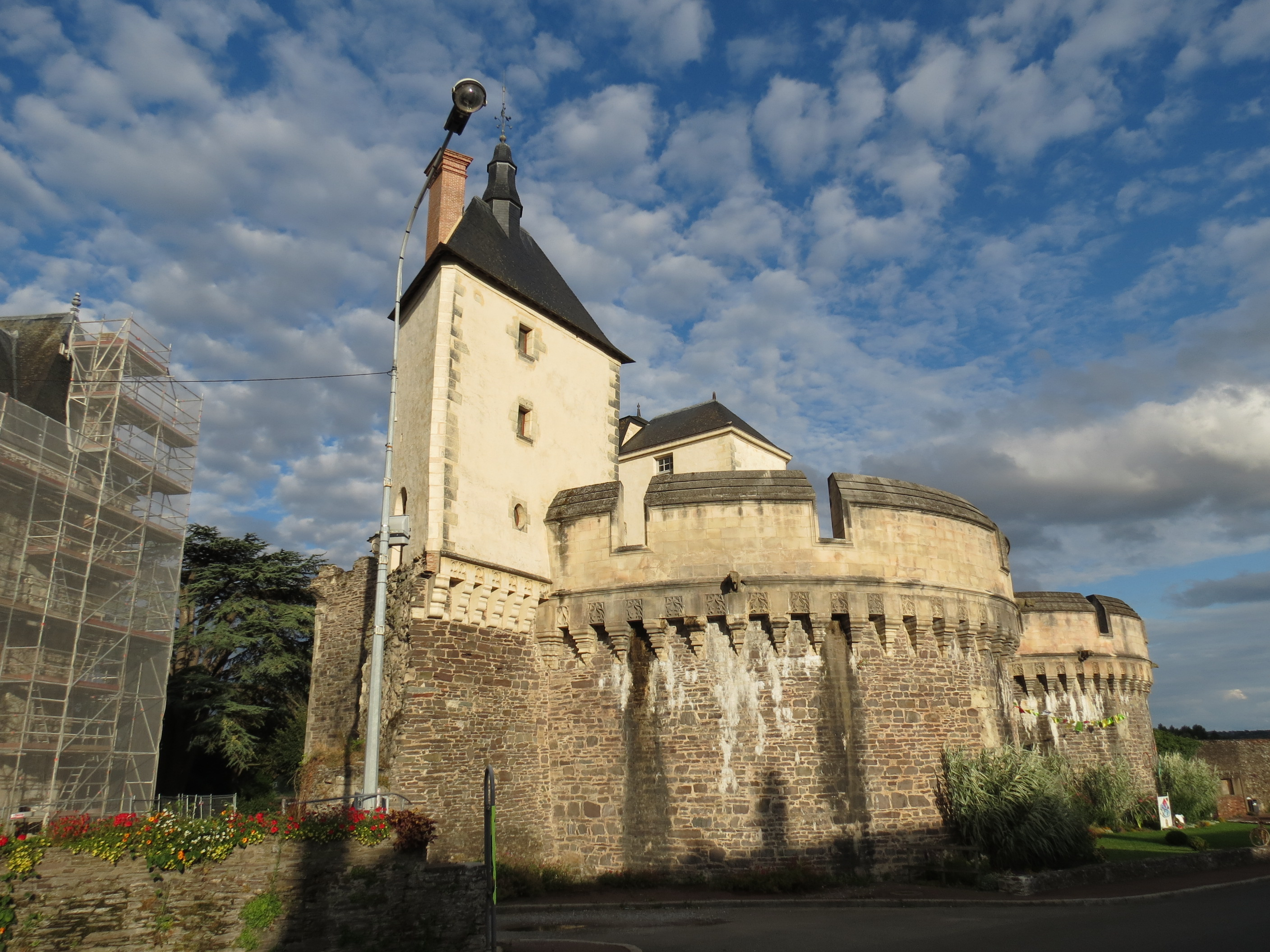
Kasteel

## Bescherming en restauratie
In 1977 werd het kasteel beschermd als historisch monument. De gemeente kocht het complex aan in 1986 en voerde in de jaren 1990 verbouwingswerken uit. De negentiende-eeuwse kapel en de klaslokalen werden afgebroken en de middeleeuwse poort en torens werden gerestaureerd. Het zestiende-eeuwse kasteel werd in oorspronkelijke toestand hersteld tussen 2013 en 2015. Het kasteel kreeg een functie als trouwzaal en expositieruimte.